# Селютин, Сергей Рудольфович
Сергей Рудольфович Селютин (род. 18 марта 1972) — российский хоккеист, нападающий, тренер.

## Биография
Воспитанник электростальского хоккея. Выступал за команды «Эгида-Спорт ЛТД» Тверь (КФК, 1991/92), «Буран» Воронеж (1992/93), «Кристалл» Электросталь (1993/94 — 1995/96, 1997/98 — 1999/2000), «Керамик» Электроугли (1994/95), ХК ЦСКА (1996/97), «Витязь» и «Витязь-2» (Подольск, 2000/01), «Химик» Воскресенск (2000/01 — 2002/03, 2005/06), «Нефтяник» Лениногорск (2002/03), ТХК (2003/04), «Дмитров» (2004/05 — 2005/06), «Витебск» (Беларусь, 2005/06), «Титан» Клин (2006/07 — 2007/08).
Детский тренер в «Олимпийце» (Балашиха, 2009—2019).